# Oliver Heldens
Oliver Heldens é um DJ holandês e produtor de música eletrônica de Rotterdam. 
Sua canção de 2013, "Gecko", chamou a atenção do colega holandês Tiësto, que o assinou com seu rótulo, Musical Freedom, e lançou a música com vocais da cantora britânica Becky Hill em 23 de junho de 2014.  Heldens também tem um podcast semanal intitulado Heldeep Radio, que está no ar há mais de 2 anos.
Em 2015, ele começou a produzir músicas de bass house sob o alias HI-LO, que vem de 'Oli H' em forma invertida.  Sob o seu alias, Heldens produziu três singles intitulados "Crank It Up", "Renegade Mastah" e "Wappy Flirt", lançando os dois últimos no seu rótulo Heldeep.

## Carreira

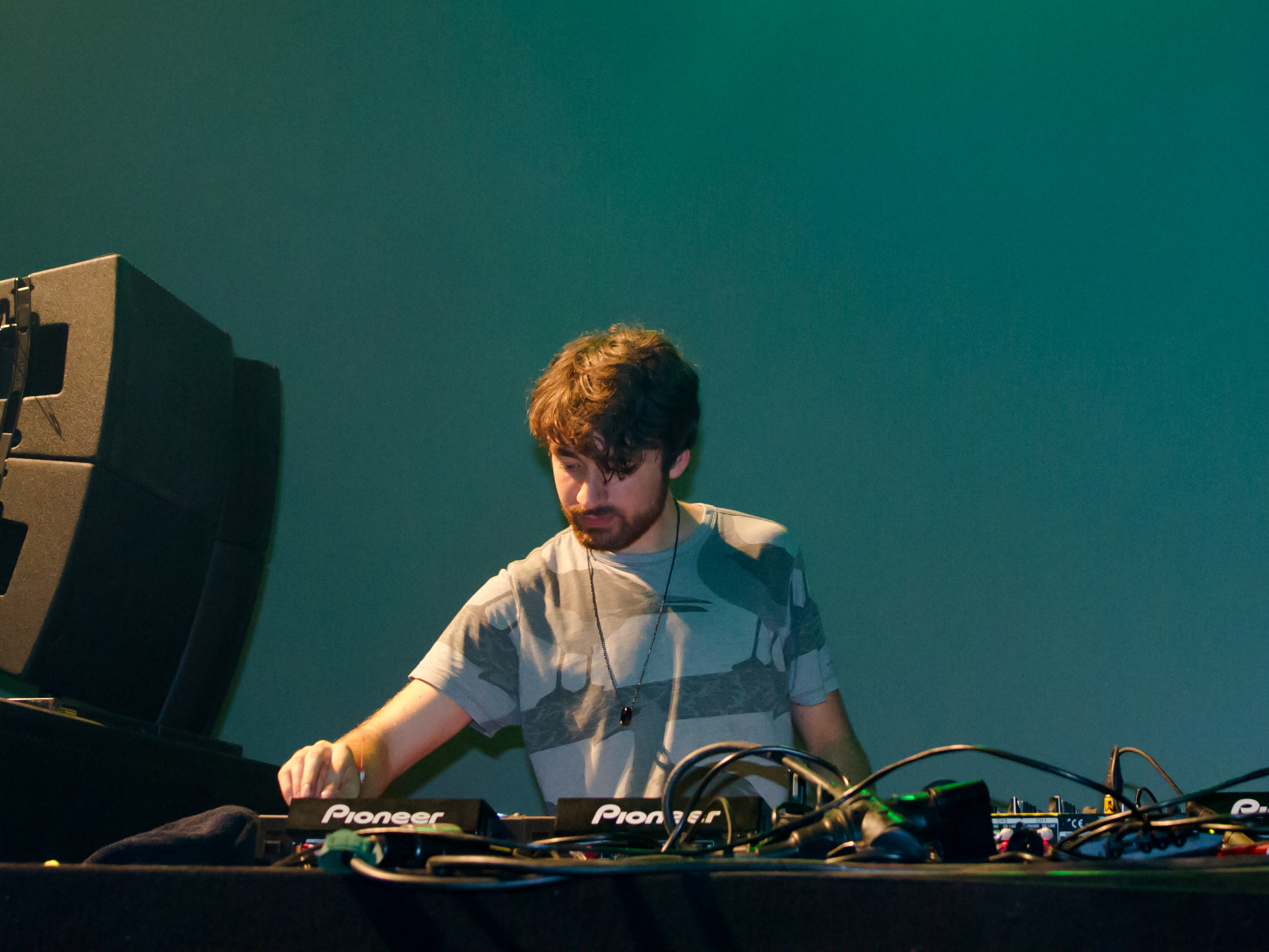
Oliver em uma apresentação em 2015

### 2013 - 2014: Debut e Gecko, Avanço
Heldens começou a sua carreira profissinal na música em 2013, quando assinou com a Spinnin' Seus primeiros lançamentos na gravadora incluiram as músicas ''Stinger'' e ''Thumper'', que apresentava o DJ Jacob Van Hage. As colaborações posteriores incluíram "Panther" com 'Robby East', que foram lançadas pela gravadora Oxygen no dia 2 de dezembro de 2013.  O single "Gecko" foi lançado no mesmo mês na gravadora de Tiesto Musical Freedom.  A música atingiu o número 1 no DMC Magazine Buzz Chart e foi nomeado "Essential New Tune" pelo Pete Tong da BBC em 31 de janeiro de 2014.
Em janeiro de 2014, Heldens lançou sua Heldeep Mixtape em sua página oficial do SoundCloud, criando misturas prolongadas que incorporam vários gêneros de música eletrônica, incluindo diferentes tipos de deep houde e tech house. A primeira mixtape incluiu o seu remix da música "Animals" de Martin Garrix. Em março de 2014, Heldens também lançou um remix de "Feel Good" de Robin Thicke.

### 2015 - Presente: HI-LO Heldeep Records
No final de julho, a música HI-LO "Renegade Mastah" foi a primeira faixa a ser lançada no rótulo de Oliver "Heldeep". No entanto, revelou-se que o HI-LO era Heldens em uma entrevista posterior ao blog do UKF, que usou o rótulo para lançar o projeto HI-LO. 
O título do projeto HI-LO foi escolhido como palidrome para Oli-H, para significar Oliver Heldens. As faixas HI-LO "Crank It Up", "Wappy Flirt" e "Ooh La La" foram lançadas desde então, com o single "Scrub the Ground" de Chocolate Puma e Tommie Sunshine, adicionalmente, lançado na Heldeep Records em outubro. Um novo EP intitulado "Heldeep Talent EP" foi lançado em 23 de novembro de 2015, incluindo as músicas: "I Can not Stop" de Death Shake, "Hookah" de Bojac, "Slip Away" de Niko The Kid e "Fall Under Skies" por Jonas Aden & Robby East. Desde então, Oliver lançou "Heldeep Talent EP Part 2" em 21 de março de 2016 Com três faixas: "Get Busy" de Steff Da Campo, "Lethal" da NOVKA e "Mirrors feat Stevyn, de Tom Budin e Stevyn. 
"Waiting", uma colaboração Oliver Heldens e Throttle, foi lançado na Heldeep Records em 7 de janeiro de 2016.
Heldeep Records também lançou uma faixa do Sr. Belt & Wezol e Shermanology chamado "Hide & Seek", bem como outra faixa de Bougenvilla & Out Of Cookies chamada "Break It Down" em 25 de abril de 2016.
O rótulo também lançou "Space Sheep", uma colaboração entre o proprietário do rótulo Oliver Heldens e Chocolate Puma em 2 de maio de 2016.

## Singles

### Como artista principal
| Título                                                                                        | Ano  | Posições em paradas músicais | Posições em paradas músicais | Posições em paradas músicais | Posições em paradas músicais | Posições em paradas músicais | Posições em paradas músicais | Posições em paradas músicais | Posições em paradas músicais | Posições em paradas músicais | Certificações                                                  | Álbum             |
| Título                                                                                        | Ano  | HOL                          | AUS                          | AUT                          | BEL                          | FRA                          | ALE                          | SUE                          | SUI                          | UK                           | Certificações                                                  | Álbum             |
| --------------------------------------------------------------------------------------------- | ---- | ---------------------------- | ---------------------------- | ---------------------------- | ---------------------------- | ---------------------------- | ---------------------------- | ---------------------------- | ---------------------------- | ---------------------------- | -------------------------------------------------------------- | ----------------- |
| "Gecko"                                                                                       | 2013 | 32                           | —                            | —                            | 46                           | 73                           | —                            | —                            | —                            | —                            |                                                                | Non-album singles |
| "Gecko (Overdrive)" (with Becky Hill)                                                         | 2014 | 48                           | —                            | 35                           | —                            | —                            | 23                           | 55                           | 23                           | 1                            | - BPI: platina                                                 | Non-album singles |
| "Koala"                                                                                       | 2014 | 23                           | —                            | —                            | 33                           | —                            | —                            | —                            | —                            | —                            |                                                                | Non-album singles |
| "Last All Night (Koala)" (featuring KStewart)                                                 | 2014 | —                            | —                            | 67                           | —                            | 132                          | 53                           | —                            | —                            | 5                            | - BPI: prata                                                   | Non-album singles |
| "You Know" (with Zeds Dead)                                                                   | 2015 | —                            | —                            | —                            | 56                           | —                            | —                            | —                            | —                            | —                            |                                                                | Non-album singles |
| "Melody"                                                                                      | 2015 | —                            | —                            | —                            | 12                           | —                            | —                            | —                            | —                            | —                            |                                                                | Non-album singles |
| "Shades of Grey" (with Shaun Frank featuring Delaney Jane)                                    | 2015 | 65                           | —                            | —                            | 10                           | —                            | —                            | —                            | —                            | —                            |                                                                | Non-album singles |
| "Wombass" (with Tiësto)                                                                       | 2015 | —                            | —                            | —                            | 44                           | —                            | —                            | —                            | —                            | —                            |                                                                | Non-album singles |
| "The Right Song" (with Tiësto featuring Natalie La Rose)                                      | 2016 | 46                           | —                            | —                            | —                            | —                            | —                            | 100                          | —                            | 39                           | - BPI: prata                                                   | Non-album singles |
| "Turn Me On" (with Riton featuring Vula)                                                      | 2019 | 38                           | 38                           | 58                           | 12                           | 84                           | 18                           | —                            | 38                           | 12                           | - ARIA: ouro - BEA: ouro - BPI: ouro - BVMI: ouro - SNEP: ouro | Non-album singles |
| "—" indica que a gravação não foi incluída nas paradas ou não foi distribuída naquela região. |      |                              |                              |                              |                              |                              |                              |                              |                              |                              |                                                                |                   |

## Referencias
1. ↑  Aneet Nijjar. «Oliver Heldens – Bibliography»
2. ↑  «Oliver Heldens X Becky Hill – 'Gecko (Overdrive)' (Official Video) Video». Capital Xtra. 20 de maio de 2014. Consultado em 30 de maio de 2014
3. ↑  «2 Years of Heldeep Radio». Spinnin Records. 28 de maio de 2016. Consultado em 9 de junho de 2016
4. ↑  «Oliver Heldens: Why I became HI-LO». UKF. 29 de julho de 2015. Consultado em 10 de outubro de 2015
5. ↑  Aneet Nijjar. «Oliver Heldens – Bibliography»
6. ↑  «Oliver Heldens – Gecko». Tiësto Blog. Consultado em 10 de outubro de 2015
7. ↑  Aneet Nijjar. «Oliver Heldens – Bibliography»
8. ↑  «Oliver Heldens: Why I became HI-LO». UKF. 29 de julho de 2015. Consultado em 10 de outubro de 2015
9. ↑  «Steff Da Campo, NOVKA, Tom Budin, Stevyn New Releases: HELDEEP Talent EP Part 2 on Beatport». pro.beatport.com. Consultado em 22 de abril de 2016
10. ↑  «Oliver Heldens discography». dutchcharts.nl (em neerlandês). Hung Medien. Consultado em 9 de março de 2022
11. ↑  «Oliver Heldens discography». australian-charts.com. Hung Medien. Consultado em 9 de março de 2022
12. ↑  «Oliver Heldens discography». austriancharts.at (em alemão). Hung Medien. Consultado em 9 de março de 2022
13. ↑  «Oliver Heldens discography». ultratop.be (em neerlandês). Hung Medien. Consultado em 9 de março de 2022
14. ↑  «Oliver Heldens discography». lescharts.com (em francês). Hung Medien. Consultado em 9 de março de 2022
15. ↑  «Oliver Heldens» (em alemão). GfK Entertainment. Consultado em 9 de março de 2022
16. ↑  «Oliver Heldens discography». swedishcharts.com. Hung Medien. Consultado em 9 de março de 2022
17. ↑  «Oliver Heldens discography». swisscharts.com. Hung Medien. Consultado em 9 de março de 2022